# Паришкура Михайло Іванович
Михайло Іванович Паришкура (нар. 1938) — киргизький радянський діяч, секретар ЦК КП Киргизії, директор заводів, голова Державного комітету Республіки Киргизстан із зовнішньоекономічних зв'язків. Депутат Верховної ради СРСР 11-го скликання. 

## Життєпис
У 1961 році закінчив Омський машинобудівний інститут.
У 1961—1967 роках — інженер-технолог, начальник бюро, заступник начальника, начальник цеху машинобудівного заводу в місті Фрунзе Киргизької РСР. 
Член КПРС з 1962 до 1991 року.
У 1967—1971 роках — заступник секретаря партійного комітету, секретар партійного комітету машинобудівного заводу в місті Фрунзе Киргизької РСР.
У 1971—1972 роках — інспектор ЦК КП Киргизії.
З 1972 року — головний інженер машинобудівного заводу в місті Фрунзе Киргизької РСР.
У 1986—1990 роках — генеральний директор виробничого об'єднання «Верстатобудівний завод імені В. І. Леніна» в місті Фрунзе Киргизької РСР.
13 січня 1990 — 6 квітня 1991 року — секретар ЦК КП Киргизії.
У лютому 1991 — квітні 1992 року — голова Державного комітету Республіки Киргизстан із зовнішньоекономічних зв'язків.
З квітня 1992 року — заступник голови Державного комітету Республіки Киргизстан із зовнішньоекономічних зв'язків.
У 1995 році — директор заводу сільськогосподарського машинобудування імені Фрунзе у місті Бішкеку (одного з найбільших у Киргизії). У 1995 році завод визнано банкрутом. Паришкура до 2000 року був головою ліквідаційної комісії заводу.
Потім — на пенсії.

## Нагороди та звання
- орден Жовтневої Революції (1986)
- медалі